# Rádfalva
Rádfalva là một thị trấn thuộc hạt Baranya, Hungary. Thị trấn này có diện tích 12,88 km², dân số năm 2010 là 200 người, mật độ 16 người/km².